# Basílica de Getsemaní
La Basílica de Getsemaní, también conocida como Basílica de las Naciones o de la Agonía, es un templo católico situado en el Monte de los Olivos de Jerusalén, junto al jardín de Getsemaní. En su interior se encuentra la porción de roca en la que, según la tradición, Jesús oró la noche de su arresto, después de celebrar la Última Cena.
La basílica descansa sobre los cimientos de dos templos anteriores, una basílica bizantina del siglo IV, destruida por un terremoto en el año 746 y una capilla cruzada del siglo XII, abandonada en 1345. Las obras del edificio actual, diseñado por el arquitecto Antonio Barluzzi, se llevaron a cabo entre 1919 y 1924  empleando fondos provenientes de distintos países (de ahí su apelativo de las naciones) como: : Argentina, Brasil, Chile, México, Italia, Francia, España, Inglaterra, Bélgica, Canadá, Alemania y Estados Unidos. Cuyos símbolos aparecen en los mosaicos del techo en recuerdo de su contribución en la construcción. El frontal de la iglesia es una fachada de estilo neobizantino, con una serie de pilares. Como remate, un mosaico mostrando simbólicamente a Jesucristo como enlace entre Dios y la humanidad. El techo en forma de burbujas, los pilares anchos y el mosaico refuerzan la apariencia arquitectónica bizantina de la iglesia.
La basílica se encuentra regida por la Custodia de Tierra Santa de la Orden Franciscana, que en un gesto de ecumenismo, también permite a la comunidad anglicana utilizar un altar en el huerto de Getsemaní para celebrar sus servicios de Jueves Santo.

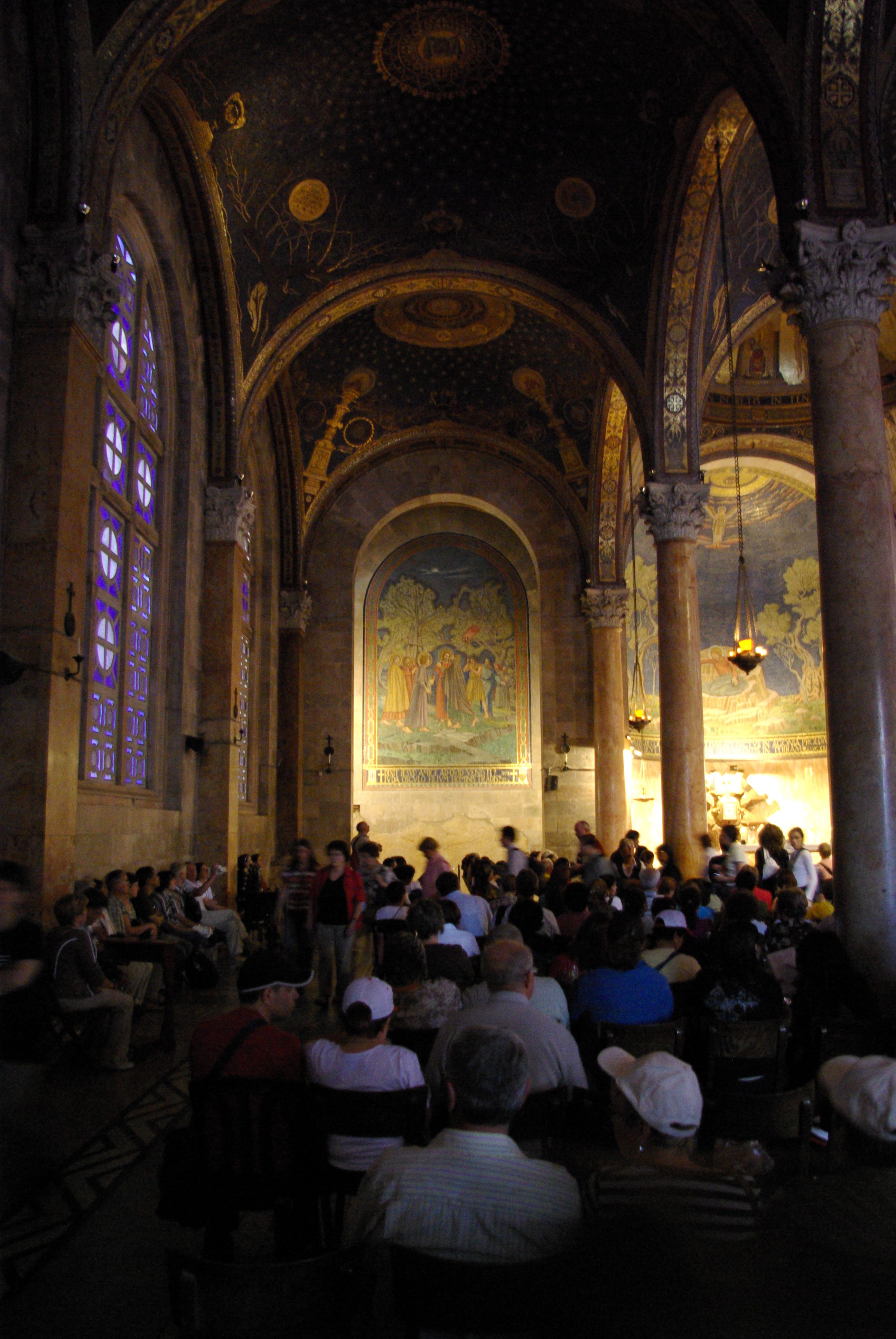
Nave izquierda
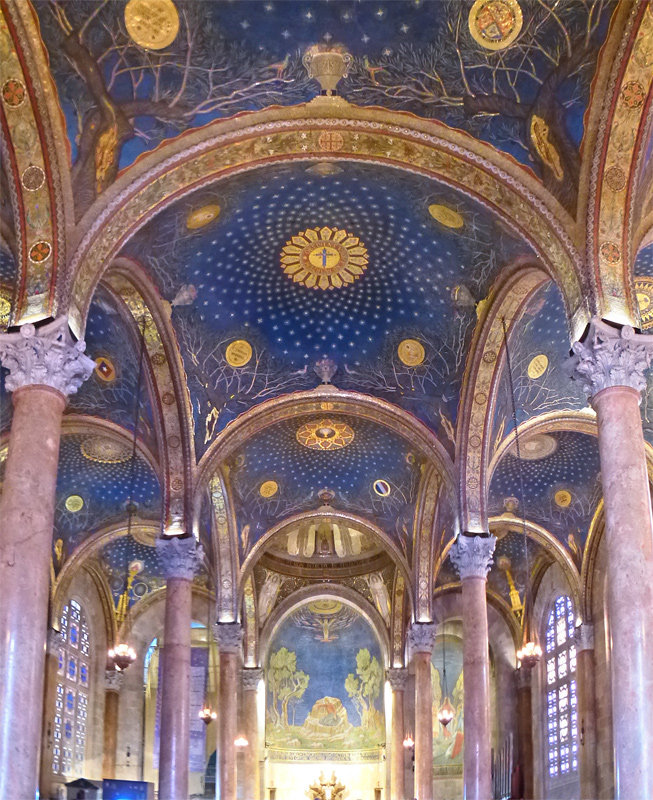
Nave central
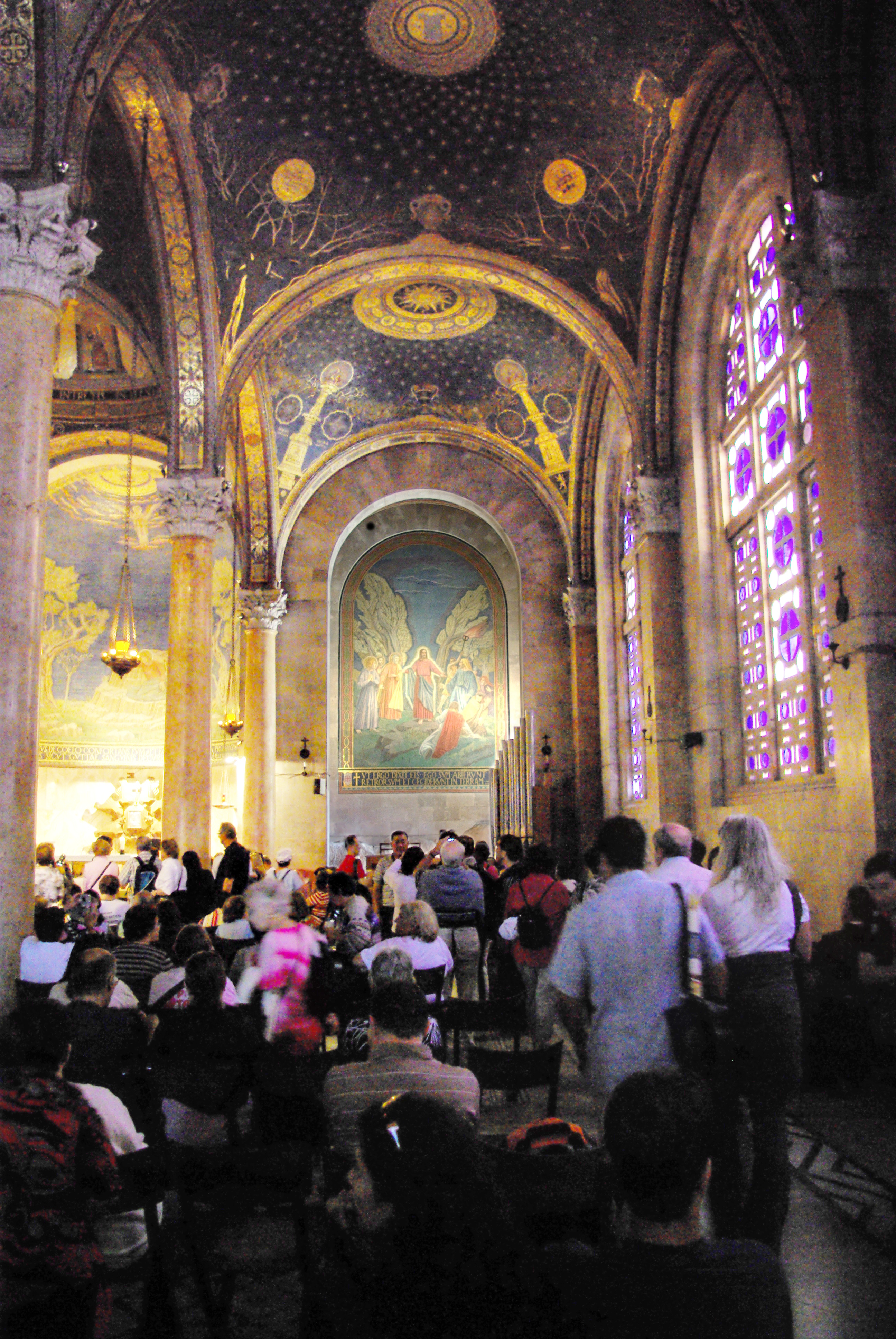
Nave derecha